# Napoleontische tijd

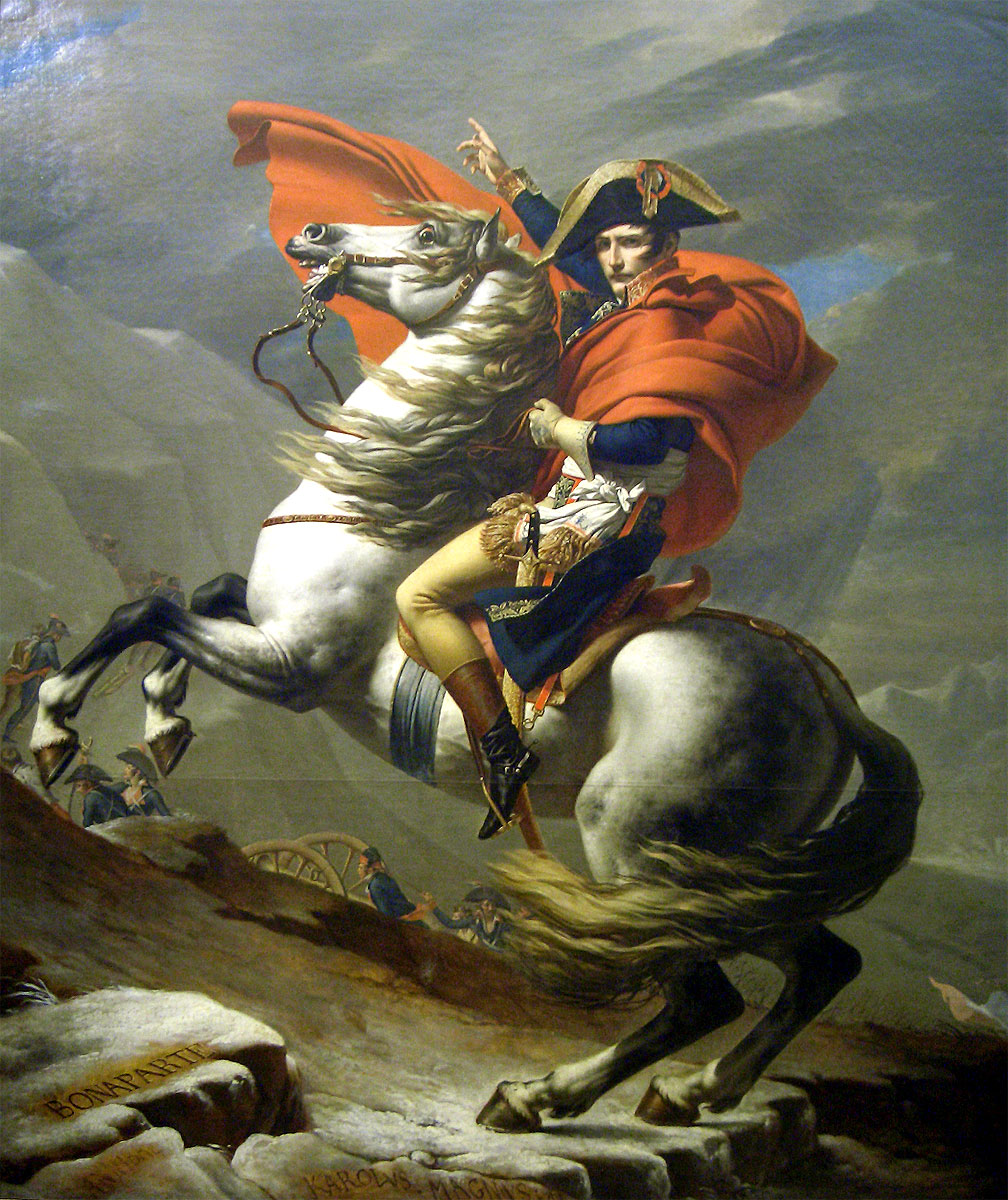
Napoleons hofschilder Jacques-Louis David toonde de napoleontische tijd als een glorieus tijdperk, een nieuw Rome. Op dit schilderij steekt Napoleon in 1800 de Grote St. Bernardpas over. In werkelijkheid reed Napoleon op de rug van een ezel.

Francisco Goya had een heel andere kijk op de napoleontische tijd. Hij bracht de verschrikking van oorlog in beeld. Dit schilderij van de Spaanse opstand tegen de Fransen op 3 mei 1808 toont onbewapende burgers die door Franse soldaten worden geëxecuteerd.

De napoleontische tijd betreft de periode waarin Napoleon Bonaparte in Frankrijk aan de macht was, te weten de jaren vanaf 1799 toen hij de macht greep tot aan zijn uiteindelijke nederlaag in de Slag bij Waterloo in 1815.
In het politiek-militaire leven van Napoleon zijn drie periodes te onderscheiden.

## Voorgeschiedenis: 1795-1798
In 1795 onderdrukt Napoleon Bonaparte als jong generaal een opstand van de royalisten.
In 1796 gaat Napoleon in opdracht van het Directoire op veldtocht naar Italië waar hij de onafhankelijke stadstaatjes tot Franse zusterrepublieken maakt. Napoleon behoedt het Directoire tegen opstand. Het blijkt echter een corrupt systeem te zijn dat weinig doet om de financiële problemen het hoofd te bieden.
In 1797 blijkt na de verkiezingen dat de positie van de royalisten versterkt is. Op 5 september van dat jaar voert het leger een zuivering uit in het parlement, waarin de royalisten naar huis worden gestuurd.
In het jaar 1798 gaat Napoleon op veldtocht naar Egypte om controle te verwerven over de Rode Zee en zo een perspectief te creëren om Brits-Indië op termijn te veroveren. De veldtocht faalt, omdat Napoleon vanwege problemen in Frankrijk terug moet naar Frankrijk.

## Eerste consul: 1799-1804
Na afloop van deze veldtocht in 1799 laat Napoleon zich als een overwinnaar binnenhalen. Zijn populariteit stijgt. Op 9 november (18 Brumaire) pleegt hij een staatsgreep en roept zichzelf uit tot eerste consul (in een triumviraat met Emmanuel Joseph Sieyès en Pierre-Roger Ducos, die niets te zeggen hebben). Hij wordt feitelijk de dictator van Frankrijk. De periode van het Consulaat wordt een relatief stabiele periode, die vooral gekenmerkt wordt op de zich bestendiging van de heerschappij van Frankrijk over Europa. De Franse Revolutie wordt geacht hiermee ten einde te zijn gebracht.
Napoleon consolideert zijn macht door het invoeren van een autoritair staatsbestel dat werkt met prefecten, en beëindigt daarmee de labiele situatie die door interne twisten werd veroorzaakt. Napoleon laat de beginselen van de revolutie vaststellen in de Code Napoleon.
Met deze relatieve interne rust richtte Napoleon zich volledig op het buitenland. In 1800 stak hij de Grote Sint-Bernhardpas over en versloeg de Oostenrijkers bij Marengo, zodat hij Noord-Italië heroverde. In 1801 tekenden de Oostenrijkers na hun verpletterende nederlaag bij Hohenlinden de Vrede van Lunéville op 9 februari, en werd de Rijn als grens van Frankrijk erkend.
Ook de religieuze twist werd opgeklaard. Napoleon sloot met paus Pius VII het Concordaat van 15 juli 1801.
Deze pacificatie en consolidatie van zijn macht werd op 2 augustus 1802 bevestigd door een plebisciet, waarbij Napoleon tot consul voor het leven werd benoemd, mét erfopvolging. De dictatuur was nu compleet.

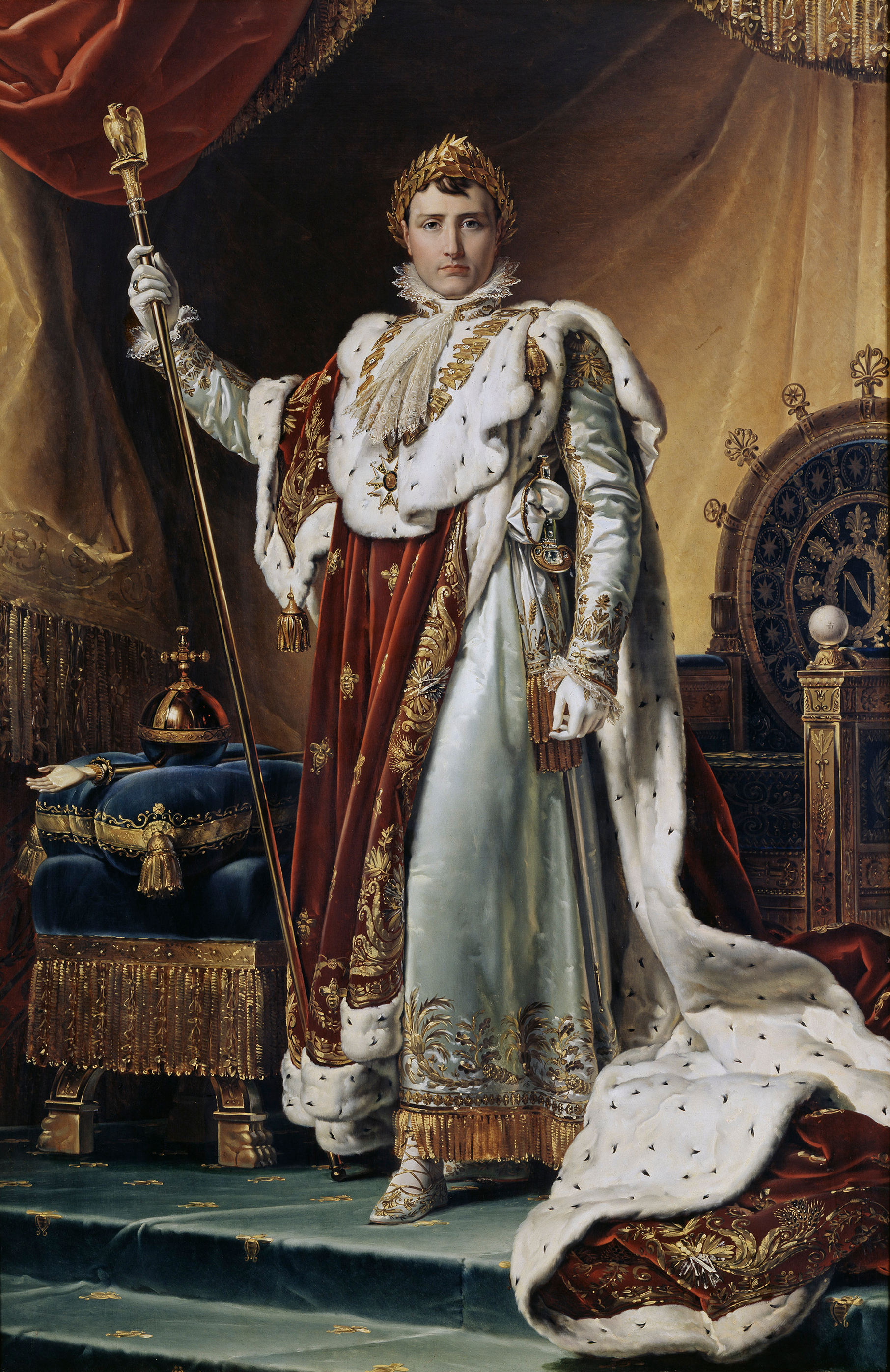
Keizer Napoleon I

## Keizer: 1804-1815
De benoeming tot keizer van Napoleon op 18 mei 1804 door de Senaat was nu nog maar een kleine stap. Hij werd tot keizer gekroond op 2 december 1804 en zo ontstond het Eerste Franse Keizerrijk.
Engeland nam echter de wapens op, en smeedde een monsterverbond van Groot-Brittannië zelf, Rusland, Zweden en Oostenrijk. Admiraal Nelson vernietigde de Franse vloot bij Trafalgar in 1805, waarop Napoleon enkel kon reageren door Groot-Brittannië economisch onschadelijk te maken door een boycot, het zogenaamde Continentaal Stelsel. Daartoe stichtte hij een reeks satellietstaten met familie van hem als vorsten, bijvoorbeeld het koninkrijk Holland met zijn broer Lodewijk. Uit protest tegen de Rijnbond die ook een gevolg was van dit stelsel, sloot Pruisen zich aan bij het monsterverbond tegen Frankrijk.
Napoleon stond niet stil, en versloeg op 2 december 1805 Oostenrijk en Rusland bij de Slag bij Austerlitz. De hierop volgende Vrede van Tilsit betekende het hoogtepunt van Napoleons macht.
Oostenrijk nam in 1809 revanche in Aspern. Dit betekende een aantasting van het aura van onoverwinnelijkheid van Frankrijk. Rusland hield zich niet meer aan de bepalingen van het Continentaal Stelsel en Napoleon organiseerde een strafexpeditie in 1812 met 600.000 man, tegenover 200.000 Russische soldaten. Door het strenge Russische klimaat en acties van partizanen gehalveerd, trok dit Grande Armée Moskou binnen, dat volgens de tactiek van de verschroeide aarde in brand werd gestoken. Terneergeslagen en zonder overwinning te hebben kunnen afdwingen verlaat Napoleon Moskou en komt met slechts 20 000 man terug.
Het hek was nu helemaal van de dam. Zweden, Pruisen en Rusland vormden een verbond. De Fransen versloegen dit verbond wel bij Lützen en Bautzen in mei 1813, maar Beieren en Oostenrijk keerden zich nu ook definitief tegen Frankrijk. Napoleon werd verslagen bij Leipzig, terwijl Arthur Wellesley, de hertog van Wellington, de Fransen in het zuiden aanviel. Napoleon weigerde de vrede, en heel Europa keerde zich tegen hem.
Parijs werd bezet op 31 maart 1814 en de Senaat verklaarde hem vervallen van de troon op 5 april. Napoleon werd verbannen naar Elba. De mogendheden begonnen nu te beslissen over de naoorlogse toekomst van Europa bij het Congres van Wenen.
Maar Napoleon ontsnapte van Elba en landde in Golfe Juan op 1 maart 1815, verzamelde een leger en trok naar Parijs, waar hij feestelijk onthaald werd op 20 maart. Uiteindelijk werd Napoleon definitief verslagen bij Waterloo op 18 juni 1815 waarna hij verbannen werd naar Sint-Helena.

## Napoleontische tijd in Europa
Napoleon bracht ingrijpende wijzigingen tot stand in Europa. Rond Frankrijk schiep hij een reeks vazalstaten, zoals de koninkrijken Holland, Westfalen en Beieren. Ook in Italië en Spanje vestigde hij onderhorige regimes.
De oprichting van de Rijnbond van een aantal Duitse staten onder bescherming van Napoleon leidde tot de ontbinding na duizend jaar van het Heilige Roomse Rijk. Deze veranderingen van de Europese landkaart werden door het Congres van Wenen slechts gedeeltelijk teruggedraaid.